# Primera División Femenina de Costa Rica 2015
La Primera División Femenina de Costa Rica 2015 fue la 15ª edición de la Primera División Femenina de Costa Rica. El torneo lo organiza la Unión Femenina de Fútbol de Costa Rica (UNIFFUT).

## Sistema de competición
El torneo de la Primera División Femenina, está conformado en dos partes:
- Fase de clasificación: Se integra por las 18 jornadas del torneo.
- Fase final: Se integra por los partidos de semifinal y final.

### Fase de clasificación
En la fase de clasificación se observa el sistema de puntos. La ubicación en la tabla general, está sujeta a las siguientes condiciones:
- Por juego ganado se obtendrán tres puntos.
- Por juego empatado se obtendrá un punto.
- Por juego perdido no se otorgan puntos.

En esta fase participan los 10 clubes de la Primera División Femenina jugando en cada torneo todos contra todos durante las 18 jornadas respectivas, a visita recíproca.
El orden de los clubes al final de la fase de clasificación del torneo corresponderá a la suma de los puntos obtenidos por cada uno de ellos y se presentará en forma descendente. Si al finalizar las 18 jornadas del torneo, dos o más clubes estuviesen empatados en puntos, su posición en la tabla general será determinada atendiendo a los siguientes criterios de desempate:
1. Mayor diferencia positiva general de goles. Este resultado se obtiene mediante la sumatoria de los goles anotados a todos los rivales, en cada campeonato menos los goles recibidos de estos.
2. Mayor cantidad de goles a favor, anotados a todos los rivales dentro de la misma competencia.
3. Mejor puntuación particular que hayan conseguido en las confrontaciones particulares entre ellos mismos.
4. Mayor diferencia positiva particular de goles, la cual se obtiene sumando los goles de los equipos empatados y restándole los goles recibidos.
5. Mayor cantidad de goles a favor que hayan conseguido en las confrontaciones entre ellos mismos.
6. Como última alternativa, la UNIFFUT realizaría un sorteo para el desempate.

Para determinar los lugares que ocuparán los clubes que participen en la fase final del torneo se tomará como base la tabla de clasificación de cada competición.
Participan por el título de campeón los cuatro primeros clubes de la tabla general de clasificación al término de las 14 jornadas.

### Fase final
Los cuatro clubes calificados para esta fase del torneo serán reubicados de acuerdo con el lugar que ocupen en la tabla general al término de la jornada 18 con el puesto del número uno al club mejor clasificado, y así hasta el número cuatro. Los partidos a esta fase se desarrollarán a visita, en las siguientes etapas:
- Semifinales
- Final

Los clubes vencedores en los partidos de semifinal serán aquellos que en los dos juegos anoten el mayor número de goles. De existir empate en el número de goles anotados, se darán los lanzamientos desde el punto de penal para definir al vencedor.
Los partidos de semifinales se jugarán de la siguiente manera:
En la final participarán los dos clubes vencedores de las semifinales, donde el equipo que cierra la serie será aquel que haya conseguido la mejor posición en la tabla.

## Equipos participantes

### Equipos por provincia
|            | \| Provincia \| N.º \| Equipos \| \| ---------- \| --- \| -------------------------------------------------------------------------------------------- \| \| San José \| 5 \| Dimas Escazú, Deportivo Saprissa, A. D. Moravia, Arenal de Coronado y Juventud Pérez Zeledón \| \| Cartago \| 2 \| Cartaginés FF y ADM Cartago \| \| Alajuela \| 1 \| UCEM Alajuela \| \| Heredia \| 1 \| C. S. Herediano \| \| Guanacaste \| 1 \| CCDR Liberia \| |                                                                                              |
| Provincia  | N.º | Equipos                                                                                      |
| San José   | 5 | Dimas Escazú, Deportivo Saprissa, A. D. Moravia, Arenal de Coronado y Juventud Pérez Zeledón |
| Cartago    | 2 | Cartaginés FF y ADM Cartago                                                                  |
| Alajuela   | 1 | UCEM Alajuela                                                                                |
| Heredia    | 1 | C. S. Herediano                                                                              |
| Guanacaste | 1 | CCDR Liberia                                                                                 |

#### Información de los equipos
| Equipo                 | Ciudad        |
| ---------------------- | ------------- |
| Deportivo Saprissa     | Tibás         |
| A. D. Moravia          | Moravia       |
| Arenal de Coronado     | Coronado      |
| CCDR Liberia           | Liberia       |
| UCEM Alajuela          | Alajuela      |
| Dimas Escazú           | Escazú        |
| C. S. Herediano        | Heredia       |
| Juventud Pérez Zeledón | Pérez Zeledón |
| Cartaginés FF          | Cartago       |
| ADM Cartago            | Cartago       |

## Tabla de posiciones
| Pos. | Equipo                 | Pts. | PJ | G  | E | P  | GF  | GC | Dif. | Clasificación         |
| ---- | ---------------------- | ---- | -- | -- | - | -- | --- | -- | ---- | --------------------- |
| 1    | Deportivo Saprissa     | 51   | 18 | 17 | 0 | 1  | 100 | 12 | +88  | Semifinales           |
| 2    | A. D. Moravia          | 40   | 18 | 13 | 1 | 4  | 56  | 1  | +55  | Semifinales           |
| 3    | Arenal de Coronado     | 38   | 18 | 12 | 2 | 4  | 51  | 23 | +28  | Semifinales           |
| 4    | CCDR Liberia           | 27   | 18 | 8  | 3 | 7  | 46  | 38 | +8   | Semifinales           |
| 5    | UCEM Alajuela          | 26   | 18 | 8  | 2 | 8  | 34  | 27 | +7   |                       |
| 6    | Dimas Escazú           | 26   | 18 | 8  | 2 | 8  | 34  | 32 | +2   |                       |
| 7    | C. S. Herediano        | 22   | 18 | 7  | 1 | 10 | 36  | 55 | −19  |                       |
| 8    | Juventud Pérez Zeledón | 17   | 18 | 5  | 2 | 11 | 31  | 64 | −33  |                       |
| 9    | Cartaginés FF          | 12   | 18 | 4  | 0 | 14 | 16  | 79 | −63  |                       |
| 10   | ADM Cartago            | 4    | 18 | 1  | 1 | 16 | 12  | 67 | −55  | Descenso de categoría |

 Fuente: RSSF

## Fase final

### Cuadro de desarrollo
|  | Semifinales 29 de abril (ida) 2 y 3 de mayo (vuelta) | Semifinales 29 de abril (ida) 2 y 3 de mayo (vuelta) | Semifinales 29 de abril (ida) 2 y 3 de mayo (vuelta) | Semifinales 29 de abril (ida) 2 y 3 de mayo (vuelta) | Semifinales 29 de abril (ida) 2 y 3 de mayo (vuelta) |   |    | Final 6 de mayo (ida) 10 de mayo (vuelta) | Final 6 de mayo (ida) 10 de mayo (vuelta) | Final 6 de mayo (ida) 10 de mayo (vuelta) | Final 6 de mayo (ida) 10 de mayo (vuelta) | Final 6 de mayo (ida) 10 de mayo (vuelta) |
|  |                                                      |                                                      |                                                      |                                                      |                                                      |   |    |                                           |                                           |                                           |                                           |                                           |
|  | 1                                                    | Deportivo Saprissa                                   | 6                                                    | 6                                                    | 12                                                   |   |    |                                           |                                           |                                           |                                           |                                           |
|  | 4                                                    | CCDR Liberia                                         | 2                                                    | 0                                                    | 2                                                    |   |    |                                           |                                           |                                           |                                           |                                           |
|  |                                                      |                                                      |                                                      |                                                      |                                                      |   | F1 | Deportivo Saprissa                        | 5                                         | 9                                         | 14                                        |                                           |
|  |                                                      | F2                                                   | A. D. Moravia                                        | 1                                                    | 1                                                    | 2 |    |                                           |                                           |                                           |                                           |                                           |
|  | 2                                                    | Arenal de Coronado                                   | 1                                                    | 1                                                    | 2                                                    |   |    |                                           |                                           |                                           |                                           |                                           |
|  | 3                                                    | A. D. Moravia                                        | 1                                                    | 2                                                    | 3                                                    |   |    |                                           |                                           |                                           |                                           |                                           |

### Semifinales

#### Primera vuelta
| 29 de abril | Arenal de Coronado | 1:1     | A. D. Moravia |  |  |
|             |                    | Reporte |               |  |  |

| 29 de abril | CCDR Liberia | 2:6     | Deportivo Saprissa |  |  |
|             |              | Reporte |                    |  |  |

#### Segunda vuelta
| 2 de mayo | Deportivo Saprissa | 6:0 (Global 12:2) | CCDR Liberia |  |  |
|           |                    | Reporte           |              |  |  |

| 3 de mayo | A. D. Moravia | 2:1 (Global 3:2) | Arenal de Coronado |  |  |
|           |               | Reporte          |                    |  |  |

### Final

#### Primera vuelta
| 6 de mayo | A. D. Moravia | 1:5     | Deportivo Saprissa |  |  |
|           |               | Reporte |                    |  |  |

#### Segunda vuelta
| 10 de mayo | Deportivo Saprissa | 9:1 (Global 14:2) | A. D. Moravia |  |  |
|            |                    | Reporte           |               |  |  |

|                            |
| Campeón Deportivo Saprissa |
| 3.to título                |